# Distrito de Ambala
Ambala  (en hindi; अम्बाला जिला ) es un distrito de India en el estado de Haryana. Código ISO: IN.HR.AM.
Comprende una superficie de 1 569 km².
El centro administrativo es la ciudad de Ambala.

## Demografía
Según censo 2011 contaba con una población total de 1 136 784 habitantes.